# Giuseppe Peruchetti
Giuseppe Peruchetti (né le 30 octobre 1907 à Gardone Val Trompia dans la province de Brescia en Lombardie et mort le 21 mai 1995 dans la même ville) est un joueur de football international italien (qui jouait au poste de gardien de but), devenu par la suite entraîneur.

## Biographie

### Joueur
Durant sa carrière de joueur en club, Giuseppe Peruchetti, après avoir été formé par G. Bernardelli, garde les cages de Boifava, de Villa Cogozzo, et de Brescia.
Surnommé la Panthère Noire, il joue ensuite à l'Ambrosiana-Inter (avec qui il remporte deux championnats d'Italie en 1937-1938 et 1939-1940 ainsi qu'une Coupe d'Italie en 1938-1939) et à la Juventus (avec qui il remporte une Coupe d'Italie en 1941-1942).
Il est international à deux reprises avec l'équipe d'Italie en 1936.

### Entraîneur
Après sa carrière de joueur, il entame une carrière d'entraîneur, prenant tout d'abord les rênes de son ancien club de l'Ambrosiana-Inter (de 1940 à 1941) puis de la Reggina à deux reprises (une première fois entre 1948 et 1949 puis entre 1949 et 1950).

## Palmarès
| Inter - Championnat d'Italie (2) : - Champion : 1937-38 et 1939-40. - Coupe d'Italie (1) : - Vainqueur : 1938-39. |  | Juventus - Coupe d'Italie (1) : - Vainqueur : 1941-42. |